# Radziejów
Radziejów é um município da Polônia, na voivodia da Cujávia-Pomerânia e no condado de Radziejów. Estende-se por uma área de 5,69 km², com 5 638 habitantes, segundo os censos de 2017, com uma densidade de 990,9 hab/km².